# Ochropepla pallens
Ochropepla pallens är en insektsart som beskrevs av Carl Stål 1869. Ochropepla pallens ingår i släktet Ochropepla och familjen hornstritar. Inga underarter finns listade i Catalogue of Life.